# Ameriprise Financial
Ameriprise Financial, Inc. (NYSE: AMP) är ett amerikanskt bolag som är en av de största diversifierade finansbolagen i USA. De har mer än två miljoner privata–, företags– och institutionella kunder och förvaltar kapital till ett värde som överstiger $ 703 miljarder.